# Hatásos ellenállás
A hatásos ellenállás (vagy más elnevezéssel rezisztencia) a komplex impedancia valós része, szokásos jelölése Rh, mértékegysége ohm.

## A hatásos ellenállás értelmezése

A hatásos ellenállás és a meddő ellenállás (reaktancia)

A komplex impedancia (mint bármely komplex mennyiség) valós és képzetes részre bontható. Valós része a hatásos ellenállás (rezisztencia), jele Rh; képzetes része a meddő ellenállás (reaktancia), jele X. Képlettel:
{\displaystyle \mathbf {Z} =R_{\mathrm {h} }+iX}.
A hatásos ellenállás és a meddő ellenállás kifejezhető a látszólagos ellenállás, illetve a fáziskülönbség segítségével:
{\displaystyle R_{\mathrm {h} }=Z\cos \varphi \qquad {\text{és}}\qquad X=Z\sin \varphi \,}.
A fordított irányú összefüggések a látszólagos ellenállás, illetve a fáziskülönbség tangensének kiszámítására:
{\displaystyle Z={\sqrt {R_{\mathrm {h} }^{2}+X^{2}}}\qquad {\text{és}}\qquad \tan \varphi ={\frac {X}{R_{\mathrm {h} }}}\,}.

## Egyes eszközök hatásos ellenállása

### Ohmos ellenállás hatásos ellenállása

Az ohmos ellenállás hatásos ellenállása

Egy fogyasztót ohmos ellenállásnak nevezünk, ha egyenáramra vagy szinuszos váltakozó feszültségre kapcsolva a fogyasztón átfolyó áram erőssége egyenesen arányos a feszültséggel. Igazolható, hogy ha egy R ellenállású ohmos ellenállást szinuszos váltakozó feszültségre kapcsolunk, akkor a hatásos ellenállása megegyezik az egyenáramú ellenállásával
{\displaystyle R_{\mathrm {h} }=R\,},
meddő ellenállása (reaktanciája) pedig nulla:
{\displaystyle X=0\,}.
A feszültség és áramerősség azonos fázisban van egymással, azaz
{\displaystyle \varphi =0\,}.

### Ideális tekercs hatásos ellenállása

Az deális tekercs hatásos ellenállása nulla

Egy tekercset ideális tekercsnek nevezünk, ha ohmos (és kapacitív) ellenállása elhanyagolható, így szinuszos váltakozó feszültségre kapcsolva az áramerősséget csak az önindukció befolyásolja. Igazolható, hogy egy L önindukciós tényezőjű ideális tekercset szinuszos váltakozó feszültségre kapcsolva a hatásos ellenállása nulla:
{\displaystyle R_{\mathbf {h} }=0\,},
meddő ellenállása (reaktanciája) pedig
{\displaystyle X=\omega L\,}.
Az ideális tekercsnél az áramerősség 90°-ot késik a feszültséghez képest, azaz
{\displaystyle \varphi =90^{\circ }\,}

### Ideális kondenzátor meddő ellenállása

Az ideális kondenzátor hatásos ellenállása nulla

Egy kondenzátort ideális kondenzátornak nevezünk, ha ohmos (és induktív) ellenállása elhanyagolható, így szinuszos váltakozó feszültségre kapcsolva az áramerősséget csak a kapacitása befolyásolja.  Igazolható, hogy egy C kapacitású ideális kondenzátort váltakozó feszültségre kapcsolva a hatásos ellenállása nulla:
{\displaystyle R_{\mathbf {h} }=0\,},
meddő ellenállása (reaktanciája) pedig
{\displaystyle X=-{\frac {1}{\omega C}}\,}.
Az ideális kondenzátornál az áramerősség 90°-ot siet a feszültséghez képest, azaz
{\displaystyle \varphi =-90^{\circ }\,}